# Anxiety
Pour l’article homonyme, voir Anxiety (chanson de Doechii).
Singles de Angels & Airwaves
Epic Holiday
(2011) Surrender
(2011)
Pistes de Love: Part Two
Surrender
(2) My Heroine (It's Not Over)
(4)
Anxiety est une chanson du groupe Angels & Airwaves qui apparaît sur l'album Love: Part Two. C'est le premier single de l'album sortie le 11 août 2011. 

## Liste des pistes
| Anxiety | Anxiety | Anxiety           | Anxiety | Anxiety | Anxiety | Anxiety | Anxiety | Anxiety | Anxiety |
| No      | Titre   | Auteur            | Durée   |         |         |         |         |         |         |
| ------- | ------- | ----------------- | ------- | ------- | ------- | ------- | ------- | ------- | ------- |
| 1.      | Anxiety | Angels & Airwaves | 5:03    |         |         |         |         |         |         |
| 5:03    |         |                   |         |         |         |         |         |         |         |

## Informations sur la chanson
- Le clip vidéo est sortie le 11 août 2011, le même jour que le single.
- Un remix de cette chanson nommé Anxiety (Remix) apparait sur le EP Stomping the Phantom Brake Pedal sortie le 18 décembre 2012.